# Epica latina
L'epica latina è il genere letterario epico della letteratura latina. Per parlare dell'epica latina bisogna rifarsi alle origini della letteratura latina: occorre arrivare cioè a metà del III secolo a.C.

## Età preletteraria
Veniva altresì usata religione per fissarne i canoni. Sui generi in cui si manifestava la cultura latina sappiamo, ad esempio, che esistevano dei miti, delle rappresentazioni teatrali e ve ne è testimonianza negli scritti di Tito Livio nei quali degli eruditi hanno recuperato queste informazioni e le hanno riportate nelle loro opere. Questo perché a partire da metà del III secolo a.C. la cultura latina ha subito una progressiva ellenizzazione e così ha perso le sue origini e ha mutato anche i suoi Dei rendendoli simili a quelli greci. La letteratura latina è una costante rielaborazione di generi e forme della letteratura greca; sono pochissimi i generi di origine romana. L'atto di nascita della letteratura latina è la traduzione dell'Odissea in latino. L'ellenizzazione della cultura avvenne a livello di classi colte; il popolo infatti disprezzava i greci.

## Età arcaica e classica
La traduzione dell'Odissea fu compiuta da Livio Andronico, un maestro proveniente da Taranto (colonia greca conquistata dai romani); Andronico viene fatto schiavo e successivamente liberato per insegnare ai giovani della nobiltà. Per permettere ai suoi allievi di leggere l'Odissea la traduce in latino. Di questa traduzione rimane pochissimo. Sappiamo però che Andronico romanizza l'Odissea e viene introdotta così nella cultura latina l'epica che nasce da opere già scritte. Le manca perciò l'oralità secondaria e primaria. Dopo Livio Andronico il poema epico viene praticato ancora in altri due test che ci fanno capire che i romani non copiavano, ma usavano i testi greci per esprimere le loro idee. Il secondo poema assomiglia all'Iliade ma parla delle guerre puniche. Infatti alla fine del III secolo a.C. Nevio scrive un poema epico (in versi saturni come l'Odissea) che si intitola Bellum Poenicum. Questo poema ha un contenuto vero romano e non mitico. Con questo poema Nevio fa aumentare il prestigio di Roma, esaltando i personaggi in modo eroico, romanzando la storia. In questo poema veniva raccontata la storia d'amore tra Enea e Didone che verrà poi ripresa da Virgilio nell'Eneide. La scrittura dei poemi è favorita dal governo in quanto sono atti celebrativi. Il terzo poema scritto da Ennio che vive nel II secolo a.C. è inserito nell'alta società romana. Anche Ennio aveva una formazione culturale greca in quanto veniva dall'Italia meridionale. Egli scrive il poema in 18 libri in versi esametri e gli dà il nome di Annales (racconti storici). Di questa grande composizione poetica ci restano solo 300 versi dai quali intuiamo che il poema narrava la storia dall'origine di Roma ai suoi tempi. In questo componimento furono infatti inseriti molti miti riguardanti l'origine di Roma. Virgilio si ispirerà ai racconti degli Annales di Ennio i cui riferimenti sono molto simili a quelli dell'Iliade e dell'Odissea. In questo testo veniva riportato l'arrivo di Enea nel Lazio e la storia di Romolo e Remo. Ancora una volta notiamo che il genere epico viene utilizzato per narrare e mitizzare la storia romana. Dopo questo poema per circa due secoli l'epica viene abbandonata, fino a quando Virgilio non scriverà l'Eneide.
L'epica latina celebra la storia romana; le manca la finalità di intrattenimento in quanto nasce per essere letta e studiata.

## Età imperiale
Notevole fortuna ebbe l'epica all'età di Nerone. Lo stesso imperatore coltivò il filone eroico delle Troica, poema (non conservato) sulle vicende troiane. Il filone storico ebbe invece uno sviluppo importante e innovativo ad opera di Lucano. Egli tratta nel suo Bellum Civile la guerra tra Cesare e Pompeo eliminando l'apparato mitologico (interventi divini, concili degli Dei, ecc.) che solitamente sorreggeva l'apparato epico. Contemporaneamente tende a deformare il tessuto narrativo dell'epos a favore di modi enfaticamente drammatici e teatralmente patetici: mira quindi a trasformare dall'interno e a superare l'epopea tradizionale.
Più in linea con la tradizione e forse polemico nei confronti della maniera lucanea è il poemetto dallo stesso titolo, Bellum Civile, inserito nel Satyricon di Petronio.
Nel campo della poesia didascalica il principato neroniano registra il curioso tentativo di Columella, che scrivendo in prosa un trattato di agricoltura intitolato De re rustica inserisce un libro in esametri, il De arboribus, sull'orticultura, ad imitazione e completamento delle Georgiche di Virgilio.
Grande fioritura ebbe l'epica nell'età dei Flavi: come già Nerone, anche Domiziano coltivò questo tipo di poesia, scrivendo due poemi storici che non ci sono pervenuti: il Bellum Capitolinum e il Bellum Iudaicum. Sono stati conservati invece i Punica di Silio Italico, in cui viene narrata la seconda guerra contro Cartagine. L'opera non segue le tendenze innovative di Lucano (anche se il suo influsso è tutt'altro che trascurabile), ma svolge la materia secondo i moduli tradizionali e con una costante imitazione dell'Eneide.
Il poema storico Bellum Germanicum di Publio Papinio Stazio è andato perduto; di questo autore rimangono però due poemi eroici: Tebaide e Achilleide. Il secondo avrebbe dovuto narrare l'intera vita di Achille, ma rimase interrotto alla giovinezza dell'eroe. La Tebaide tratta invece un argomento già più volte trattato dall'epica greca: le storie di Edipo e i suoi figli. Ad ogni suo aspetto essa assume a proprio modello il poema Eneide, ma alla dichiarata emulazione virgiliana unisce il gusto per una tematica fosca e negativa e la propensione per le atmosfere cupe e tetre, che rinviano alla tragedia di Seneca e all'epos di Lucano.
Al ciclo epico degli Argonauti si riallaccia l'opera di Gaio Valerio Flacco. I suoi Argonautica rielaborano infatti, con costante riferimento all'esperienza virgiliana, il poema di Apollonio Rodio (precedentemente tradotto da Varrone Atacino). Ne deriva una poesia riflessa e difficile in cui il racconto avventuroso assume tratti tipicamente eroici, con accentuazione del pathos, con spiccata tendenza all'approfondimento psicologico e non senza bagliori di cupa grandiosità.
L'epos dell'età dei Flavi si caratterizza dunque come un tentativo tipicamente classicistico, in cui tuttavia il culto per Virgilio viene filtrato da una sensibilità più moderna, improntata alle tonalità fosche e drammatiche dell'arte lucanea.
| Controllo di autorità | Thesaurus BNCF 21865 · LCCN (EN) sh85044336 · BNF (FR) cb119854731 (data) · J9U (EN, HE) 987007550657405171 |